# 닷대시
닷대시(Dotdash, 이전 명칭: About.com)는 미국의 온라인 정보 사이트이다. 건강, 가정, 음식, 금융, 기술, 미, 라이프스타일, 여행, 교육을 포함한 분류에 속한 여러 주제에 관한 문서와 동영상을 게시한다.